# آکادمی فیلم نیویورک
آکادمی فیلم نیویورک انگلیسی: New York Film Academy) که به اختصار «NYFA» نامیده می‌شود، یک آموزشگاه خصوصی انتفاعی فیلم و آموزشگاه بازیگری مستقر در نیویورک، لس آنجلس و میامی است. آکادمی فیلم نیویورک در سال ۱۹۹۲ توسط جری شرلوک، تهیه‌کننده سابق سینما، تلویزیون و تئاتر بنیان گداشته شد. این آموزشگاه که در ابتدا در مرکز فیلم ترایبکا قرار داشت، در سال ۱۹۹۴، به ساختمان سابق تامانی هال در میدان یونیون ۴۴ انتقال یافت. آکادمی سرانجام پس از ۲۳ سال استقرار در تامانی هال، به ساختمان وایت هال منتقل شد.
این آموزشگاه از سال ۲۰۱۲، دارای بیش از ۴۰۰ نفر پرسنل و بیش از ۵۰۰۰ دانشجو در سال است (بسیاری از آنها از خارج از ایالات متحده آمریکا هستند). آکادمی فیلم نیویورک ارائه‌دهنده مدارک کارشناسی ارشد، کارشناسی، و کاردانی است. این آموزشگاه همچنین برنامه‌های هنرستانی یک و دو ساله، کارگاه‌های کوتاه مدت، و برنامه‌های جوانان و اردوهای تابستانی را برای آموزش هنرجویان از سراسر دنیا برگزار می‌کند.

## دانش‌آموختگان برجسته
- زلتان وارکونی، کارگردان
- محمد دیاب، کارگردان و فیلمنامه‌نویس
- هانا لوکس دیویس، کارگردان
- لاو رانجان، کارگردان و فیلمنامه‌نویس
- گوری شینده، کارگردان
- راب مارگولیس، کارگردان و نویسنده
- ایسا رای، بازیگر و تهیه‌کننده تلویزیونی
- بیل هیدر، بازیگر و فیلمنامه‌نویس
- بیتا الهیان، بازیگر و فیلم‌ساز
- نگا چایتانیا، بازیگر و تهیه‌کننده
- آلانا مسترسن، بازیگر
- آلایا فورینتورووالا، بازیگر
- آلفونسو ریبیرو، بازیگر
- کینگ بچ، بازیگر
- عطیه شتی، بازیگر
- آبری پلازا، بازیگر
- بوین پرینس، بازیگر
- کامیلا لودینگتون، بازیگر
- کورد اوراستریت، بازیگر
- دیمون وینز، بازیگر و کمدین
- دیمون وینس جونیور، بازیگر و کمدین
- دی. بی. وودساید، بازیگر
- ایمون واکر، بازیگر
- ایو هیوسن، بازیگر
- جورجو پازوتی، بازیگر
- عمران خان، بازیگر
- جسیکا لی روز، بازیگر
- جاناتان مورگان هیت، بازیگر
- جاشوآ لنرد، بازیگر
- کانگانا رانوت، بازیگر
- آنالی تیپتن، بازیگر و مدل
- مانوئل گارسیا، بازیگر
- ماریانو دی وایو، بازیگر
- متی کاردارپل، بازیگر
- نارا رهیت، بازیگر
- نایا ریورا، بازیگر
- نیهاریکا رییزادا، بازیگر
- اوشاری کوهن، بازیگر
- پل دینو، بازیگر
- رافائل ده لا فونته، بازیگر
- راگا راگنارس، بازیگر
- رونن روبینستاین، بازیگر
- ساشا کوهن، بازیگر و ورزشکار
- شکیل اونیل، بازیگر و ورزشکار
- شراد ملهوترا، بازیگر
- شرلی ستیا، بازیگر و خواننده
- سومی علی، بازیگر
- استفانی کایو، بازیگر
- استفانی اوکرکه لینوس، بازیگر